# Флорида, Ричард
Ри́чард Фло́рида (англ. Richard Florida, род. 1957, Ньюарк, США) — американский экономист, географ и социолог, автор теории креативного класса.

## Деятельность
Флорида обучался в Ратгерском колледже, который окончил в 1979 году, получив степень бакалавра политологии. В 1986 году он закончил Колумбийский университет, где ему была присуждена степень доктора философии. С 1987 по 2005 год он преподавал в университете Карнеги—Меллона, а ныне является профессором Школы менеджмента имени Джозефа Ротмана в Торонтском университете.
Флорида наиболее известен как автор теории креативного класса. Согласно его исследованиям, ключевым фактором успешного экономического развития городов и регионов является творческая элита. Наряду с культурным развитием, одним из факторов успешности регионов Флорида также выделяет уровень толерантности. Он отмечает прямую зависимость между количеством представителей нетрадиционной сексуальной ориентации, богемы и иммигрантов с одной стороны и творческих личностей — с другой. Флорида объясняет это тем, что открытая и толерантная среда привлекает креативных людей, где они являются более свободными в своих действиях и самовыражении. В своих поздних работах он сфокусировался на вопросах, посвящённых инновациям, включая постоянное совершенствование производства такими автомобилестроительными корпорациями, как Тойота.

### На русском языке
- Флорида Р. Креативный класс: люди, которые меняют будущее[англ.] = The Rise of The Creative Class and How It's Transforming Work, Leisure, Community and Everyday Life. — Классика-XXI, 2005. — 430 с. — ISBN 5-89817-086-3.
- Флорида Р. Большая перезагрузка: как кризис изменит наш образ жизни и рынок труда = The Great Reset: How New Ways of Living and Working Drive Post-Crash Prosperity. — Классика-XXI, 2012. — 237 с. — ISBN 978-5-89817-356-2.
- Флорида Р. Кто твой город? Креативная экономика и выбор места жительства[англ.] = Who's Your City?: How the Creative Economy Is Making Where to Live the Most Important Decision of Your Life. — Strelka Press, 2014. — ISBN 978-5-906264-37-4.